# Hermann Rauschning

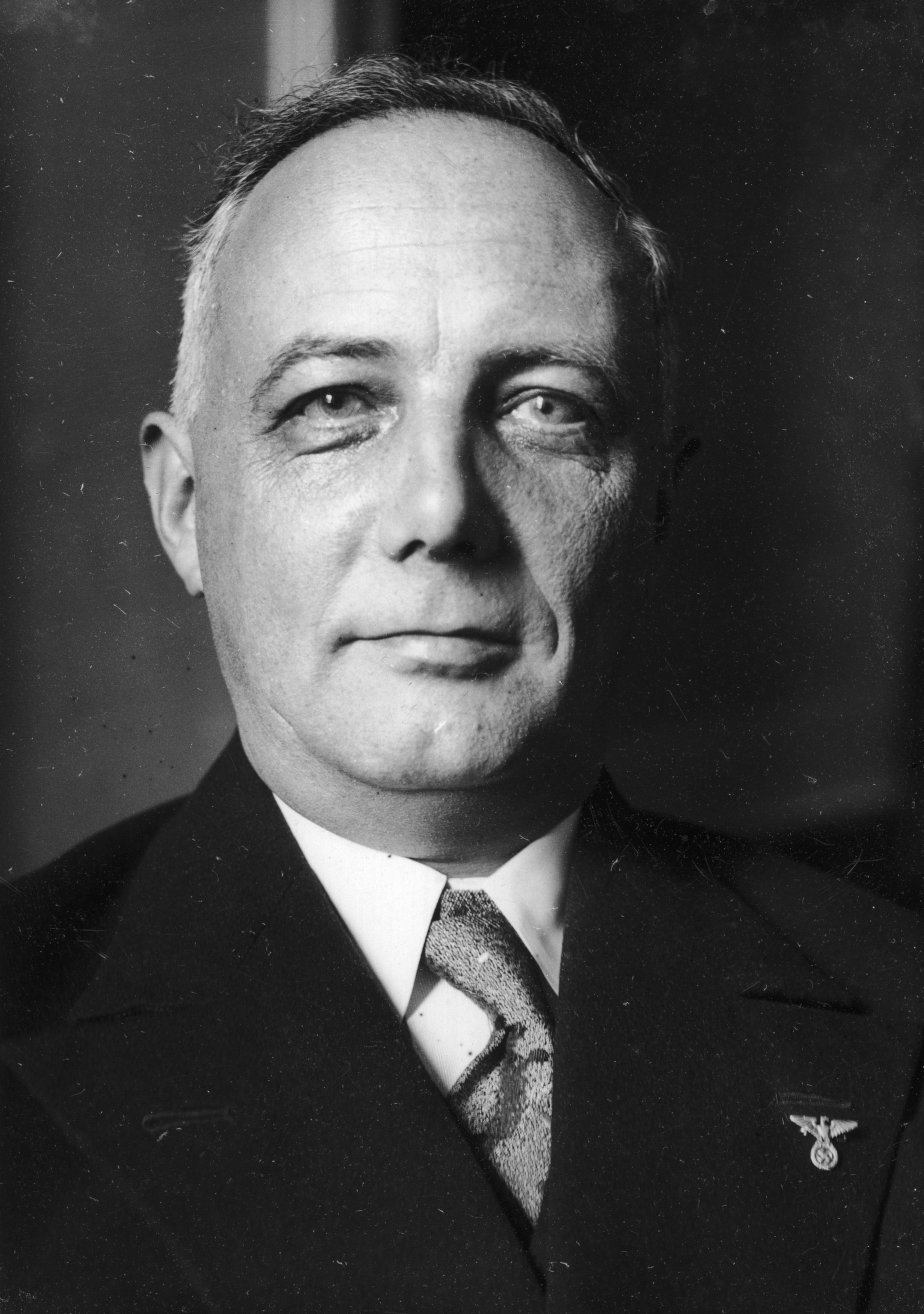
Hermann Rauschning (1933)

Hermann Adolf Reinhold Rauschning (* 7. August 1887 in Thorn; † 8. Februar 1982 in Portland, Oregon, USA) war ein deutscher Politiker und Autor. Seit 1932 war er Mitglied der Nationalsozialistischen Deutschen Arbeiterpartei (NSDAP), lehnte aber deren Methoden bald ab, trat 1934 aus der Partei aus und wurde zum Kritiker des NS-Regimes und  Faschismustheoretiker. 1933/1934 war Rauschning Senatspräsident (Regierungschef) der Freien Stadt Danzig. 1936 verließ er Danzig endgültig und lebte seit 1941 in den USA.
Aufsehen erregte sein Buch Gespräche mit Hitler, die sich später großteils als Fälschung herausstellten: Rauschning hatte kaum jemals mit Hitler gesprochen.

## Leben und Wirken
Der Sohn eines Offiziers studierte in Berlin Geschichte, Germanistik und Musikwissenschaft und schloss 1911 mit der Promotion zum Dr. phil. ab. Er bezeichnet sich selbst als Schüler des Münchner Komponisten und Musikprofessors Ludwig Thuille. Bis zum Ersten Weltkrieg betätigte er sich als Landwirt und brachte es im Krieg bis zum Leutnant. Nach der Wiedererstehung des polnischen Staates 1918 blieb Rauschning in Posen, wo er die Kulturarbeit der deutschen Volksgruppe leitete. Am 21. Mai 1924 wurde er dort in die Freimaurerloge Zum Tempel der Eintracht aufgenommen.
Nach der Übersiedlung 1926 in die Freie Stadt Danzig trat Rauschning im Sommer 1931 in die NSDAP ein (Mitgliedsnummer 663.135) und wurde Vorsitzender des Danziger Landbundes. Vom 20. Juni 1933 bis 23. November 1934 war Rauschning Senatspräsident (Regierungschef und auch de facto Staatsoberhaupt). Im Machtkampf mit dem Danziger NSDAP-Gauleiter Albert Forster legte er sein Amt nieder. Zusammen mit seinem Pressereferenten und engsten Mitarbeiter Georg Streiter, wurde Rauschning am 30. November 1934 auf Initiative von Forster aus der NSDAP ausgeschlossen. Um weiteren Repressalien zu entgehen, zog sich Rauschning mit seiner Familie zunächst auf seinen Hof in Warnau (Landkreis Großes Werder) zurück und ließ sich 1936 in seiner Heimatstadt Thorn nieder, die infolge des Versailler Vertrags zu Polen gehörte. Anschließend emigrierte er in die Schweiz. 1938 zog Rauschning nach Frankreich und im Jahr darauf nach Großbritannien, bis er sich 1941 als Farmer in Portland (USA) niederließ.
Aus Rauschnings dramatisierendem Buch Gespräche mit Hitler wurde lange Zeit von Historikern umfangreich zitiert. 1983/1984 veröffentlichte der Schweizer Geschichtslehrer Wolfgang Hänel neben einer inhaltlichen Analyse das Geständnis des Presseagenten und Verlegers Imre Révész (Emery Reves), der den Exilanten Rauschning im Sommer 1939 in Zürich überredet hatte, seine Begegnungen mit Adolf Hitler mit möglichst vielen wörtlichen Zitaten aufzuschreiben, und ihm dafür einen umfangreichen Vorschuss gewährte. Dem kam der damals mittellose Rauschning nach, und es entstand ein Bestseller, der ab 1939 in mehreren Sprachen erschien. Rauschning behauptete, bis 1934 mehr als hundertmal privat und ausführlich mit Hitler gesprochen zu haben. Tatsächlich hatte er Hitler höchstens viermal getroffen; eine Begegnung unter vier Augen war nicht darunter. Das Buch enthält viele Zitate, deren Glaubwürdigkeit umstritten ist.
Historikern wie Theodor Schieder war zwar schon vorher aufgefallen, dass Rauschning mit Hitler keineswegs eng befreundet gewesen war. Der Fälschungsnachweis blieb allerdings lange wenig beachtet, da das Buch als einer der Schlüsselbeweise für frühe Kriegs- und Weltherrschaftspläne Hitlers galt. Heute folgen die meisten Historiker Hänels These, dass die Gespräche eine Fälschung sind und keinen Anspruch auf Authentizität erheben können.
Bedeutender war Rauschnings Versuch einer Faschismustheorie aus konservativ-bürgerlicher Sicht (Die Revolution des Nihilismus, 1938), in der er den Nationalsozialismus in seinem Wesenskern nihilistisch als Folge der Entchristlichung der Gesellschaft erklärte. Der Historiker Golo Mann urteilte 1963, dieses Buch mache Rauschning zu einem „großen politischen Schriftsteller“, und stellte es in eine Reihe mit Edmund Burkes Betrachtungen über die Französische Revolution.
1956 gehörte Rauschning zu den Gründungs-Herausgebern der Blätter für deutsche und internationale Politik.

## Schriften
- Musikgeschichte Danzigs. Dissertation Universität Berlin, Berlin 1911.
- Geschichte der Musik und Musikpflege in Danzig. Von den Anfängen bis zur Auflösung der Kirchenkapellen. Danziger Vlgsges. Rosenberg, Danzig 1931 (Quellen und Darstellungen zur Geschichte Westpreußens; 15).
- als Herausgeber: Posener Drucke, erster Druck: Nicolaus Coppernicus aus Thorn. Über die Umdrehungen der Himmelskörper. Aus seinen Schriften und Briefen. Posen 1923.
- Die Entdeutschung Westpreußens und Posens. Zehn Jahre polnische Politik. Berlin 1930. Neuausgabe/Nachdruck 1988 bei Hobbing, Berlin u.d.T.: Die Abwanderung der deutschen Bevölkerung aus Westpreußen und Posen 1919–1929.
- Die Revolution des Nihilismus. Kulisse und Wirklichkeit im Dritten Reich. Europa Verlag, Zürich / New York 1938.
- Hitler Speaks. A Series of Political Conversations with Adolf Hitler on his Real Aims. Thornton Butterworth, London 1939.
- Gespräche mit Hitler. Europa Verlag, Zürich / New York 1940.
- Die konservative Revolution. Versuch und Bruch mit Hitler. New York 1941 (übersetzt als The Conservative Revolution, Putnam, New York 1941, und Make and Break With the Nazis: Letters on a Conservative Revolution, Secker and Warburg, London 1941).
- The Beast from the Abyss. William Heinemann, London 1941.
- The redemption of democracy. The coming Atlantic empire. Literary Guild of America, New York 1941.
- Men of Chaos. Putnam’s Sons, New York 1942.
- Die Zeit des Deliriums. Amstutz Verlag, Herdeg & Co, Zürich 1947.
- Deutschland zwischen West und Ost. Christian-Verlag, Berlin/Hamburg/Stuttgart 1950.
- Ist Friede noch möglich? Die Verantwortung der Macht. Vowinckel-Verlag, Heidelberg 1953.
- Masken und Metamorphosen des Nihilismus – Der Nihilismus des XX. Jahrhunderts. Humboldt-Verlag, Frankfurt am Main / Wien 1954.
- … mitten ins Herz – über eine Politik ohne Angst (mit H. Fleig, M. Boveri, J.A. v. Rantzau). Karl H. Henssel Verlag, Berlin 1954.
- Die deutsche Einheit und der Weltfriede. Holsten, Hamburg 1955.
- Ruf über die Schwelle. Betrachtungen. Katzmann Verlag, Tübingen 1955.
- Der saure Weg. Käthe Vogt Verlag, Berlin 1958.
- Mut zu einer neuen Politik. Käthe Vogt Verlag, Berlin 1959.